# FIA GT 1998
FIA GT 1998 var den andra säsongen av GT-mästerskapet FIA GT och kördes över tio omgångar i Europa, USA och Japan 1998.

## GT1

### Delsegrare
| Datum        | Bana           | Vinnare                     | Märke    |
| ------------ | -------------- | --------------------------- | -------- |
| 12 april     | Oschersleben   | Klaus Ludwig Ricardo Zonta  | Mercedes |
| 17 maj       | Silverstone    | Mark Webber Bernd Schneider | Mercedes |
| 28 juni      | Hockenheim     | Mark Webber Bernd Schneider | Mercedes |
| 12 juli      | Dijon          | Klaus Ludwig Ricardo Zonta  | Mercedes |
| 19 juli      | Hungaroring    | Mark Webber Bernd Schneider | Mercedes |
| 23 augusti   | Suzuka         | Mark Webber Bernd Schneider | Mercedes |
| 6 september  | Donington Park | Mark Webber Bernd Schneider | Mercedes |
| 20 september | A1-Ring        | Klaus Ludwig Ricardo Zonta  | Mercedes |
| 18 oktober   | Homestead      | Klaus Ludwig Ricardo Zonta  | Mercedes |
| 25 oktober   | Laguna Seca    | Klaus Ludwig Ricardo Zonta  | Mercedes |

### Slutställning
| Plats | Förare                          | Märke    | Poäng |
| ----- | ------------------------------- | -------- | ----- |
| 1     | Klaus Ludwig Ricardo Zonta      | Mercedes | 77    |
| 2     | Mark Webber Bernd Schneider     | Mercedes | 69    |
| 3     | Yannick Dalmas Allan McNish     | Porsche  | 27    |
| 4     | Jörg Müller                     | Porsche  | 22    |
| 5     | Uwe Alzen                       | Porsche  | 19    |
| 6     | Jean-Marc Gounon Marcel Tiemann | Mercedes | 16    |
| 7     | Éric Bernard David Brabham      | Panoz    | 15    |
| 8     | Michael Bartels                 | Porsche  | 14    |

## GT2

### Delsegrare
| Datum        | Bana           | Vinnare                       | Märke    |
| ------------ | -------------- | ----------------------------- | -------- |
| 12 april     | Oschersleben   | Pedro Lamy Olivier Beretta    | Chrysler |
| 17 maj       | Silverstone    | Pedro Lamy Olivier Beretta    | Chrysler |
| 28 juni      | Hockenheim     | Pedro Lamy Olivier Beretta    | Chrysler |
| 12 juli      | Dijon          | Pedro Lamy Olivier Beretta    | Chrysler |
| 19 juli      | Hungaroring    | Sascha Maassen Bruno Eichmann | Porsche  |
| 23 augusti   | Suzuka         | Pedro Lamy Olivier Beretta    | Chrysler |
| 6 september  | Donington Park | Pedro Lamy Olivier Beretta    | Chrysler |
| 20 september | A1-Ring        | Karl Wendlinger David Donohue | Chrysler |
| 18 oktober   | Homestead      | Pedro Lamy Olivier Beretta    | Chrysler |
| 25 oktober   | Laguna Seca    | Pedro Lamy Olivier Beretta    | Chrysler |

### Slutställning
| Plats | Förare                     | Märke    | Poäng |
| ----- | -------------------------- | -------- | ----- |
| 1     | Pedro Lamy Olivier Beretta | Chrysler | 92    |
| 2     | Karl Wendlinger            | Chrysler | 38    |
| 3     | Bruno Eichmann             | Porsche  | 32    |
| 4     | Justin Bell Franz Konrad   | Porsche  | 20    |
| 5     | David Donohue              | Chrysler | 18    |
| 6     | Sascha Maassen             | Porsche  | 16    |